# Лаураты
Лаура́ты — группа химических соединений, соли лауриновой кислоты

## Применение
Лаурат натрия используется в косметике и быту как мыло.
Лаурат свинца(II) — добавка (пластификатор) к резине и пластмассе.

## Примеры
- Лаурат меди(II)
- Лаурат серебра